# Klasika Primavera 2006
La Klasika Primavera 2006, cinquantaduesima edizione della corsa, si svolse il 9 aprile 2006 su un percorso di 171 km. Fu vinta dallo spagnolo Carlos Sastre, che terminò la gara in 4h00'57".

## Squadre partecipanti
| N.    | Cod. | Squadra                    |
| ----- | ---- | -------------------------- |
| 1-10  | LSW  | Liberty Seguros-Würth Team |
| 11-20 | ECV  | Comunidad Valenciana       |
| 21-30 | SPI  | Spiuk-Extremadura          |
| 31-40 | EUS  | Euskaltel-Euskadi          |
| 41-50 | LAM  | Lampre-Fondital            |
| 51-60 | CSC  | Team CSC                   |
| 61-70 | ORB  | Orbea                      |
| 71-80 | MOL  | 3 Molinos Resort           |

| N.      | Cod. | Squadra                        |
| ------- | ---- | ------------------------------ |
| 81-90   | GNM  | Grupo Nicolás Mateos           |
| 91-100  | KAI  | Kaiku                          |
| 101-110 | APV  | Andalucía-Paul Versan          |
| 111-120 | SDV  | Saunier Duval-Prodir           |
| 121-130 | CEI  | Caisse d'Epargne-Illes Balears |
| 131-140 | REG  | Relax-GAM                      |
| 141-150 | MAS  | Massi                          |

## Classifiche finali

### Ordine d'arrivo (Top 10)
| Pos. | Corridore            | Squadra       | Tempo    |
| ---- | -------------------- | ------------- | -------- |
| 1    | Carlos Sastre        | Team CSC      | 4h00'57" |
| 2    | Damiano Cunego       | Lampre        | s.t.     |
| 3    | Joaquim Rodríguez    | C. d'Epargne  | s.t.     |
| 4    | Alberto Contador     | Liberty Seg.  | s.t.     |
| 5    | David Arroyo         | C. d'Epargne  | a 12"    |
| 6    | Ruggero Marzoli      | Lampre        | a 23"    |
| 7    | Jaume Robirapons     | Andalucía     | s.t.     |
| 8    | Francisco Pérez      | C. d'Epargne  | s.t.     |
| 9    | David Etxebarria     | Liberty Seg.  | s.t.     |
| 10   | J.Á. Gómez Marchante | Saunier Duval | a 26"    |

### Classifica scalatori
| Pos. | Corridore         | Squadra      | Punti |
| ---- | ----------------- | ------------ | ----- |
| 1    | Jesús Ramírez     | Spiuk        | 30    |
| 2    | Roberto Laiseka   | Euskaltel    | 24    |
| 3    | Antton Luengo     | Euskaltel    | 15    |
| 4    | Carlos Sastre     | Team CSC     | 12    |
| 5    | Joaquim Rodríguez | C. d'Epargne | 12    |

### Classifica mete volanti
| Pos. | Corridore       | Squadra      | Punti |
| ---- | --------------- | ------------ | ----- |
| 1    | Roberto Laiseka | Euskaltel    | 3     |
| 2    | Jesús Ramírez   | Spiuk        | 2     |
| 3    | Óscar Pereiro   | C. d'Epargne | 1     |

### Classifica a squadre
| Pos. | Squadra                        | Tempo     |
| ---- | ------------------------------ | --------- |
| 1    | Caisse d'Epargne-Illes Balears | 12h03'26" |
| 2    | Lampre-Fondital                | a 17"     |
| 3    | Liberty Seguros-Würth Team     | s.t.      |
| 4    | Team CSC                       | a 23"     |
| 5    | Saunier Duval-Prodir           | a 49"     |